# Chiropterotriton
Chiropterotriton – rodzaj płazów ogoniastych z podrodziny Hemidactyliinae w rodzinie bezpłucnikowatych (Plethodontidae).

## Zasięg występowania
Rodzaj obejmuje gatunki występujące w Meksyku – od zachodnio-środkowego Tamaulipas na północy do gór północnego Oaxaca na południu.

## Systematyka

### Etymologia
Chiropterotriton: gr. χειρ kheir, χειρος kheiros „dłoń”; πτερον pteron – płetwa; τρίτων tritōn „traszka”.

### Podział systematyczny
Do rodzaju należą następujące gatunki:

- Chiropterotriton arboreus (Taylor, 1941)
- Chiropterotriton aureus García-Castillo, Soto-Pozos, Aguilar-López, Pineda-Arredondo & Parra-Olea, 2018
- Chiropterotriton casasi Parra-Olea, García-Castillo, Rovito, Maisano, Hanken & Wake, 2020
- Chiropterotriton ceronorum Parra-Olea, García-Castillo, Rovito, Maisano, Hanken & Wake, 2020
- Chiropterotriton chico García-Castillo, Rovito, Wake & Parra-Olea, 2017
- Chiropterotriton chiropterus (Cope, 1863)
- Chiropterotriton chondrostega (Taylor, 1941)
- Chiropterotriton cieloensis Rovito & Parra-Olea, 2015
- Chiropterotriton cracens Rabb, 1958
- Chiropterotriton dimidiatus (Taylor, 1940)
- Chiropterotriton infernalis Rovito & Parra-Olea, 2015
- Chiropterotriton lavae (Taylor, 1942)
- Chiropterotriton magnipes Rabb, 1965
- Chiropterotriton melipona Parra-Olea, García-Castillo, Rovito, Maisano, Hanken & Wake, 2020
- Chiropterotriton miquihuanus Campbell, Streicher, Cox & Brodie, 2014
- Chiropterotriton mosaueri (Woodall, 1941)
- Chiropterotriton multidentatus (Taylor, 1939)
- Chiropterotriton nubilus García-Castillo, Soto-Pozos, Aguilar-López, Pineda-Arredondo & Parra-Olea, 2018
- Chiropterotriton orculus (Cope, 1865)
- Chiropterotriton perotensis Parra-Olea, García-Castillo, Rovito, Maisano, Hanken & Wake, 2020
- Chiropterotriton priscus Rabb, 1956
- Chiropterotriton terrestris (Taylor, 1941)
- Chiropterotriton totonacus Parra-Olea, García-Castillo, Rovito, Maisano, Hanken & Wake, 2020